# Nomada zonata
Nomada zonata ist eine Biene aus der Familie der Apidae. Die Weibchen der Art ähneln Nomada rhenana.

## Merkmale
Die Bienen haben eine Körperlänge von 7 bis 9 Millimetern (Weibchen) bzw. 6 bis 8 Millimetern (Männchen). Der Kopf und Thorax der Weibchen ist schwarz und ist rot gezeichnet. Die Tergite sind basal schwarz, die Scheibe ist mehr oder weniger rot oder komplett schwarz. Das zweite bis fünfte Tergit haben gelbe Flecken, ihre Endränder sind dunkel. Das Labrum ist dunkel und hat vor der Mitte ein Zähnchen. Das dritte Fühlerglied ist kürzer als das vierte. Das stark gehöckerte Schildchen (Scutellum) ist rot oder gelb. Die Schienen (Tibien) der Hinterbeine sind stumpf und haben zwei lange, feine und drei kurze, dicke Dörnchen. Der Kopf und Thorax der Männchen ist schwarz und ist gelb gezeichnet. Die Tergite sind schwarz und haben gelbe Flecken sowie rötliche Endränder. Das Labrum ist gelb. Das zweite Fühlerglied ist komplett im Schaft versenkt, das dritte Glied ist deutlich kürzer als das vierte. Das schwach gehöckerte Schildchen ist schwarz. Die Schienen der Hinterbeine sind stumpf, haben ein Borstenhaar und ungefähr vier dicke Dörnchen.

## Vorkommen und Lebensweise
Die Art ist in Süd- und Mitteleuropa verbreitet. Die Tiere fliegen in zwei Generationen von Anfang April bis Anfang August. Sie parasitieren vermutlich Andrena confinis, Andrena congruens und Andrena dorsata.

## Belege
Felix Amiet, M. Herrmann, A. Müller, R. Neumeyer: Fauna Helvetica 20: Apidae 5. Centre Suisse de Cartographie de la Faune, 2007, ISBN 978-2-88414-032-4.